# Trébons
Trébons é uma comuna francesa na região administrativa de Occitânia, no departamento dos Altos Pirenéus. Estende-se por uma área de 10,19 km². Em 2010 a comuna tinha 770 habitantes (densidade: 75,6 hab./km²).